# Station Hannover-Leinhausen
Station Hannover-Leinhausen (Haltepunkt Hannover-Leinhausen) is een spoorwegstation in de Duitse stad Hannover, stadsdeel Leinhausen,  in de deelstaat Nedersaksen. Het station ligt aan de spoorlijn Hannover - Minden. 

## Geschiedenis
De eerste halte Leinhausen aan de spoorlijn Hannover - Wunstorf werd in 1887 geopend. Het was een eenvoudig vakwerkgebouw aan de nog op maaiveld liggende spoorlijn. Het bevond zich in de nabijheid van de huidige werkplaats voor S-Bahn-treinen en de toenmalige reparatieplaats Leinhausen en de daarbij behorende woonwijk.
Het monumentale stationsgebouw werd in 1911 door de architect Gustav Bär ontworpen. Na het gereedkomen van de Leinebrug en het viaduct over de Schaumburgstraße in 1914 werd het station eind 1914 begin 1915 samen met het voormalige station Hainhölz in gebruik genomen.
Tegenwoordig bevindt zich in het oude stationsgebouw een muziektheater. De voor het reguliere treinverkeer niet meer benodigde hoofdperron kan nog door speciale treinen gebruikt worden.
In het jaar 2000 werd voor de invoering van de S-Bahn in Hannover de spoorlijn tussen Hannover en Seelze aan de noordzijde met twee sporen uitgebreid. Daarbij werd het oude station Leinhausen gesloten en een nieuw S-Bahn-station met een eilandperron en een nieuwe entree geopend.

## Indeling
Het station heeft één eilandperron met twee perronsporen, deze is deels overkapt. Het perron is te bereiken via een trap en lift vanaf de straat Herrenhäuserstraße. Onder het station is er ook een kleine fietsenstalling. 

## Verbindingen

### Treinverbindingen
Het station is onderdeel van de S-Bahn van Hannover, die wordt geëxploiteerd door DB Regio Nord. De volgende treinseries doen het station Hannover-Leinhausen aan:
| Serie | Treinsoort             | Route                                                                                                  | Bijzonderheden                     |
| ----- | ---------------------- | --- | ---------------------------------- |
| S1    | S-Bahn (DB Regio Nord) | Minden (Westf) – Haste – Seelze – Hannover-Leinhausen – Hannover Hbf – Weetzen – Barsinghausen – Haste |                                    |
| S2    | S-Bahn (DB Regio Nord) | Nienburg (Weser) – Seelze – Hannover-Leinhausen – Hannover Hbf – Weetzen – Barsinghausen – Haste       | Zondags alleen Nienburg - Hannover |

### Stadtbahn verbindingen
Station Hannover-Leinhausen heeft ook een halte aan het stadtbahn-netwerk van Hannover. De volgende lijnen doen de halte Bahnhof Leinhausen aan:
| Lijn | Route |
| ---- | --- |
| 4    | Garbsen – Freudenthalstraße – Bahnhof Leinhausen – Königsworther Platz – Steintor – Kröpcke – Aegidientorplatz – Braunschweiger Platz – Clausewitzstraße – Nackenberg – Roderbruch |
| 5    | Stöcken – Freudenthalstraße – Bahnhof Leinhausen – Königsworther Platz – Steintor – Kröpcke – Aegidientorplatz – Braunschweiger Platz – Clausewitzstraße – Nackenberg – Anderten   |

Hannover Hbf ·
Hannover-Nordstadt ·
Hannover-Leinhausen · 
Letter ·
Seelze ·
Dedensen/Gümmer ·
Wunstorf ·
Haste ·
Lindhorst ·
Stadthagen ·
Kirchhorsten ·
Bückeburg ·
Minden (Westf) ·
Porta Westfalica ·
Bad Oeynhausen ·
Löhne (Westf) ·
Hiddenhausen-Schweicheln ·
Herford ·
Brake ·
Bielefeld Hbf ·
Brackwede ·
Isselhorst-Avenwedde ·
Gütersloh Hbf ·
Rheda-Wiedenbrück ·
Oelde ·
Neubeckum ·
Ahlen (Westf) ·
Heessen ·
Hamm (Westf)